# 栗沢バスストップ
栗沢バスストップ（くりさわバスストップ）は、北海道岩見沢市栗沢町北斗の道央自動車道上に設置されているバス停留所。
東日本高速道路（NEXCO東日本）での案内名称は「栗沢バスストップ」であるが、バス事業者では「高速栗沢」（こうそくくりさわ）の名称で案内している。

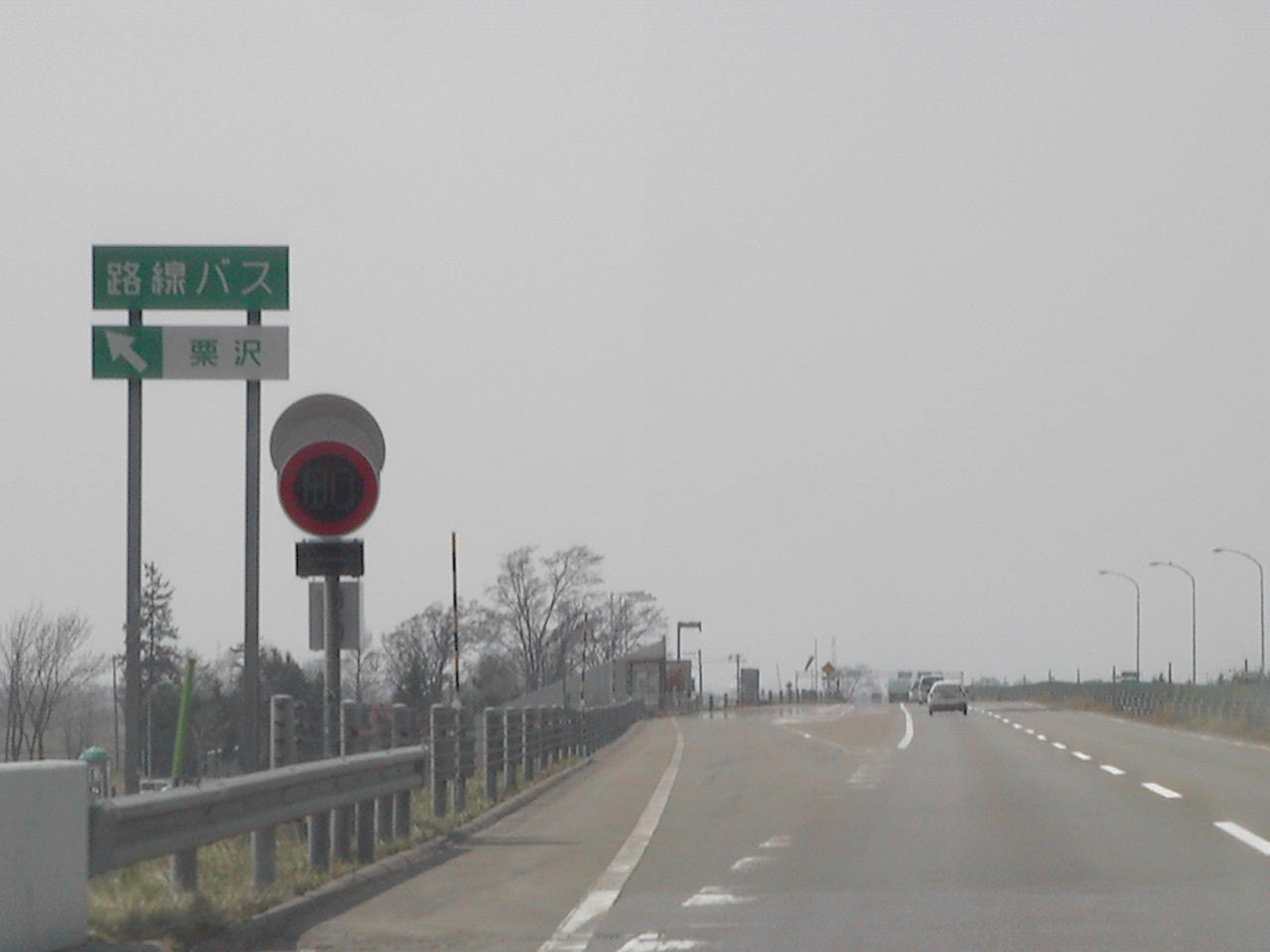
栗沢バスストップ（札幌方面）

## 概要
道央自動車道と北海道道340号栗丘幌向停車場線との交点付近にある。所在地はかつては栗沢町であった（2006年に合併により岩見沢市の一部となる）。
パークアンドライド用の無料駐車場（50台）が設置されている。

## 停車する路線
2022年（令和4年）4月1日現在。
すべて北海道中央バスによる運行で、共同運行路線は個別に事業者を示す。通行止め等で一般道へ迂回する場合は国道12号の「幌向駅前」停留所に代替停車する。

### 下り線（岩見沢・旭川方面）
- 高速いわみざわ号 岩見沢市方面
- 高速みかさ号 三笠市方面
  - 以上の路線詳細は北海道中央バス岩見沢営業所を参照。
- 高速たきかわ号 滝川市方面
- 高速るもい号 留萌市方面
  - 以上の路線詳細は北海道中央バス滝川営業所を参照。
- 高速あさひかわ号 旭川市方面（道北バス、ジェイ・アール北海道バス）
  - 路線詳細は北海道中央バス旭川営業所または共同運行会社記事を参照。
- 高速ふらの号 富良野市方面
- 高速なよろ号 名寄市方面（道北バス）
  - 以上の路線詳細は北海道中央バス札幌北営業所または共同運行会社記事を参照。

### 上り線（札幌方面）
- 下り線に停車する各路線 札幌市方面（一部は降車専用）

## 周辺
旧栗沢町の西端に近い。岩見沢市幌向地区の南端を少し過ぎた位置に当たる。
- JR北海道幌向駅 - 北に約3km
- 岩見沢市営バス「3線3号」停留所[6]

## 隣
E5 道央自動車道
(35) 江別東IC - 栗沢BS - (36) 岩見沢IC